# Benny F. Andersen
Benny Fomsgaard Andersen (født 1. juni 1963 i Ringkøbing) er en dansk olympisk sejlsportsmand i Star klassen. Andersen deltog i 1992 i Sommer-OL sammen med Mogens Just Mikkelsen.